# Náměstí Míru

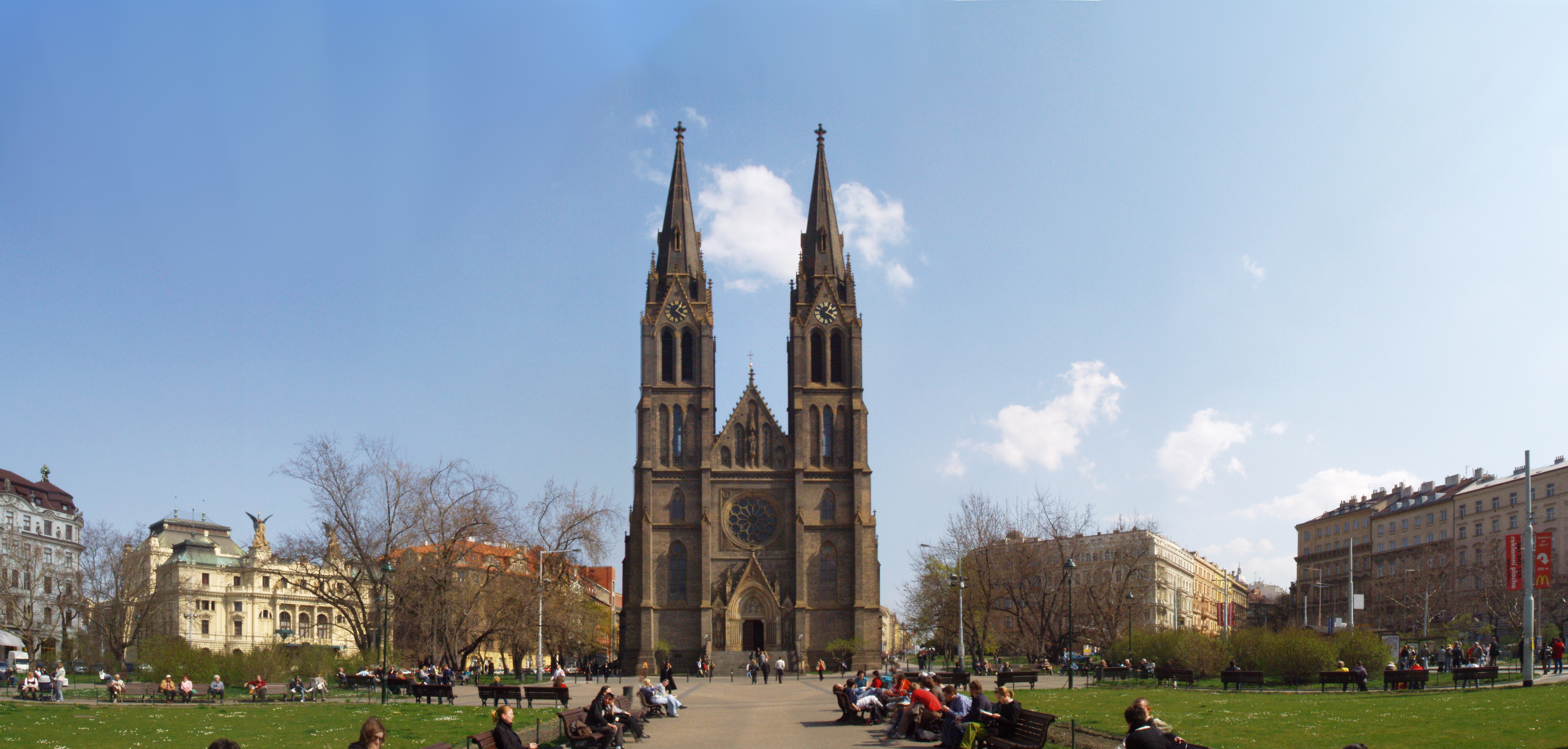
Der Náměstí Míru mit der Kirche in der Mitte, links davon das Theater

Der Náměstí Míru (deutsch „Friedensplatz“) ist ein Platz im Prager Stadtteil Vinohrady (Weinberge) und gehört zum Stadtbezirk 2.
Der Platz bildet das Zentrum des Quartiers, wobei der innere Teil für den Verkehr gesperrt und als Park angelegt wurde. In der Mitte des Platzes steht die Kirche St. Ludmilla, benannt nach Ludmilla von Böhmen. In der Nähe befinden sich viele wichtige Gebäude des Stadtteils, wie beispielsweise das Theater Divadlo na Vinohradech (Theater in den Weinbergen), der Národní dům na Vinohradech (Nationalhaus in den Weinbergen), ein Kultur- und Sozialzentrum des 2. Stadtbezirks sowie größere Bürogebäude. Das Denkmal zu Ehren von Josef Čapek und Karel Čapek befindet sich ebenfalls auf dem Platz.
Der Náměstí Míru wird von den Linien 4, 10, 16 und 22 der Straßenbahn Prag angefahren; ferner befindet sich 53 Meter unter dem Platz der gleichnamige U-Bahnhof Náměstí Míru der Metrolinie A, der zweittiefste U-Bahnhof der Europäischen Union. Der Verlauf der zukünftigen Metrolinie D ist ebenfalls über den Náměstí Míru geplant, vorläufig als nördlicher Endhalt.

## Namensgeschichte
- 1884–1926 Purkyňovo náměstí / Purkynschplatz
- 1926–1933 Mírové náměstí / Friedensplatz
- 1933–1940 Vinohradské náměstí / Weinberger Platz
- 1940–1945 Říšské náměstí / Reichsplatz
- 1945–1948 Vinohradské náměstí / Weinberger Platz
- seit 1948 náměstí Míru / Friedensplatz